# Mary Hehuat
Mary Hehuat (Djokjakarta, 8 december 1941 – Breda,16 februari 2021) was een documentairemaker en jazzmusicus van Indonesische afkomst. Hij werd met name bekend om zijn documentaires over Molukkers. Hij speelde de contrabas en in 1991 startte hij in Antwerpen jazzcafé Hopper.

## Oeuvre

### Films
In zijn vroege carrière heeft Hehuat aan een aantal films bijgedragen:
- 1966: Kamer met uitzicht, een korte film van Jan Gruyaerts, met Hehuat in de hoofdrol als patiënt.[2][3]
- 1977: In kluis

### Documentaires
Als cineast werd Hehuat bekend met zijn documentaires over (zuid-)Molukse gemeenschappen:
- 1975: Tussen Oost en West
- 1985: Sedjarah Kesabaran - De geschiedenis van het geduld,  over de geschiedenis van de Molukkers vanaf 1945
- 1987: Op weg naar huis.
- 1988: Molukkers in de stad: Een dubbelleven, over twee jonge Molukkers die buiten hun woonwijk proberen hun weg te vinden.
- 1989: Tjandu, over het drugsgebruik binnen de Molukse samenleving.
- Jaren 1980: Gracias a Dios, een reportage over een hulpproject van ZOA-Vluchtelingenzorg voor de Miskito in Honduras, in de oostelijke provincie Gracias a Dios.
- Jaren 1980: Ban Vinai, Thailand, over een vluchtelingenkamp in Noord-Thailand.
- 1990: Waar ik geboren ben
- 1990: Waar ik geboren ben, een drieluik over Molukkers die gebruik hebben gemaakt van de Repatriëringsregeling die in 1975 door Indonesië in het leven is geroepen.
- Jaren 1990: Vietnam: terug naar het land van oom Ho, over de terugkeer van Vietnamese bootvluchtelingen naar Vietnam en de hulp die ze hierbij krijgen.
- Jaren 1990: Bangkok Verzakt

### Muziek

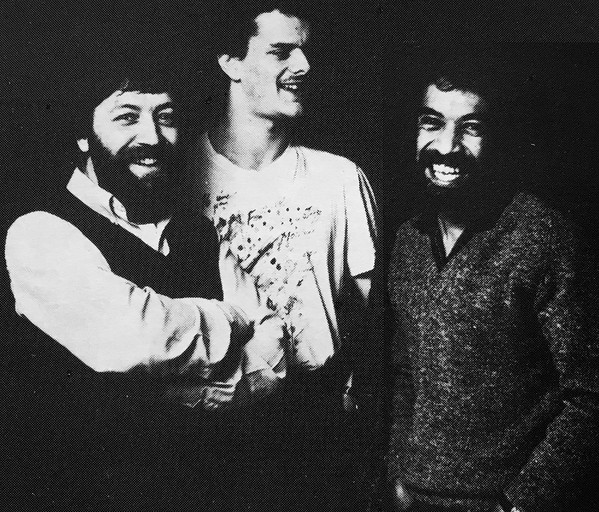
Mary Hehuat-trio, vlnr: Wout Hendriks, Hans Eijkenaar en Mary Hehuat

- 1984:The Boys Next Door. Gemaakt met zijn Mary Hehuat-trio, behalve hemzelf met Wout Hendriks en Eric Ineke; en zangeres Yvonne Walter.
- 1991-2015: Oprichting en management van jazzcafé Hopper, waarna Hehuat het management van het café aan zijn zoons overdraagt.